# وینزلوو، نیوجرسی
وینزلوو (به انگلیسی: Winslow Township) شهری در ایالت نیوجرسی کشور ایالات متحده آمریکا است که جمعیت آن در سرشماری سال ۲۰۱۰ میلادی، ۳۹٬۴۹۹ نفر بوده‌است.